# Adam Bergstedt
Adam Bergstedt, född 31 januari 1766 i Torpa församling, Östergötlands län, död 12 juli 1846 i Lemnhults församling, Jönköpings län, var en svensk klavikordbyggare, hammarinstrumenttillverkare och taffeltillverkare. Det är fortfarande obestämt vilken byggartradition Bergstedt tillhörde. Han var även snickarmästare.

## Biografi
Adam Bergstedt bosatte sig på Skuru i Björkö socken och 1801 på Gölberg i Skirö socken. Bosätter sig på Skuru i Björkö socken. Han flyttade 1808 till Ågesta i Huddinge sockeni Södermanlands län. 1812 bosatte han sig i torpet Rödstugan under Björkö klockaregård i Björkö socken.
Han flyttade 1835 till Lemnhult och var där inhyses hos dottern på torpet på Sevedstorp och från 1843 på Lilla Emmegärde. Bergstedt avled 1846 i en ålder av 80 år.

### Familj
Adam Bergstedt gifte sig 28 december 1798 i Björkö med Anna Greta Nilsdotter, född 6 december 1758 i Höreda, död 31 oktober 1841 i Lemnhult. Deras dotter Sara Gustafva Bergstedt var född 27 maj 1802 i Skirö.

## Klavikord
| År           | Bild | Omfång | Klaverstämpel | Kortal | Oktavbredd | Vågbalk | Bakre tangentstyrning | Ådring | Övrigt                              |
| ------------ | ---- | ------ | ------------- | ------ | ---------- | ------- | --------------------- | ------ | ----------------------------------- |
| 1832 (nr 30) |      | F1-c4  | -             | 2      | 158        | 2       | Kancell               | 125/75 | Ägs idag av Statens musiksamlingar. |

## Taffel
- 1833 - Taffel.